# ولاخووا لهوتا
ولاخووا لهوتا (به چکی: Vlachova Lhota) یک منطقهٔ مسکونی در جمهوری چک است که در شهرستان زلین واقع شده‌است. ولاخووا لهوتا ۳٫۸۲ کیلومتر مربع مساحت و ۲۴۳ نفر جمعیت دارد و ۴۵۲ متر بالاتر از سطح دریا واقع شده‌است.